# Aeropuerto Bendigo (Pensilvania)
El Aeropuerto Bendigo es un aeropuerto de uso público localizado en el Condado de Dauphin, Pensilvania, Estados Unidos. Está a dos millas (3 kilómetros) al sur del distrito financiero de Tower City en el Condado de Schuylkill. Este aeropuerto es de propiedad privada por Helen Bendigo.

## Instalaciones
El Aeropuerto Bendigo cubre un áre de 41 acres (17 ha) y contiene una pista de aterrizaje:
- Pista de aterrizaje 5/23: 2,325 x 60 pies (709 x 18 m), Piso: Asfalto/Hormigón